# Rhinelepis aspera
Rhinelepis aspera, popularmente chamado de cari, lagosta do rio São Francisco ou cascudo-preto, é uma espécie de peixe de médio porte que habita a bacia do rio São Francisco, de onde é nativo. Foi classificada por Johann Baptiste von Spix e Louis Agassiz em 1829.
Assim como os demais peixes Loricariídeos, que compreendem centenas de espécies, são denominados popularmente de "cascudos". O R. aspera é endêmico da bacia do rio São Francisco, onde recebe o nome comum de cari (ou acari), sendo bastante apreciado na pesca pela qualidade e sabor, sem espinhas intramusculares, sendo uma das dez espécies de maior valor econômico tanto na alimentação quanto com potencial no aquarismo.  É a espécie que atinge maior porte dentre os Locariidae da bacia, podendo atingir 4 kg de peso. Sua ocorrência chegou a ficar rara no final do século XX.

## Características
É considerado rústico, e adaptável a ambientes de água parada. O corpo é revestido por 23 a 24 placas dérmicas ósseas, de coloração marrom ou cinza bastante escura. A cabeça é larga e longa, com olhos pequenos.
Tem papel importante na biocenose, ao reciclar e acelerar o reaproveitamento da matéria orgânica: tem uma boca voltada para baixo, adaptada para a raspagem de algas e do biofilme, alimentando-se de detritos e sedimentos.

## Reprodução

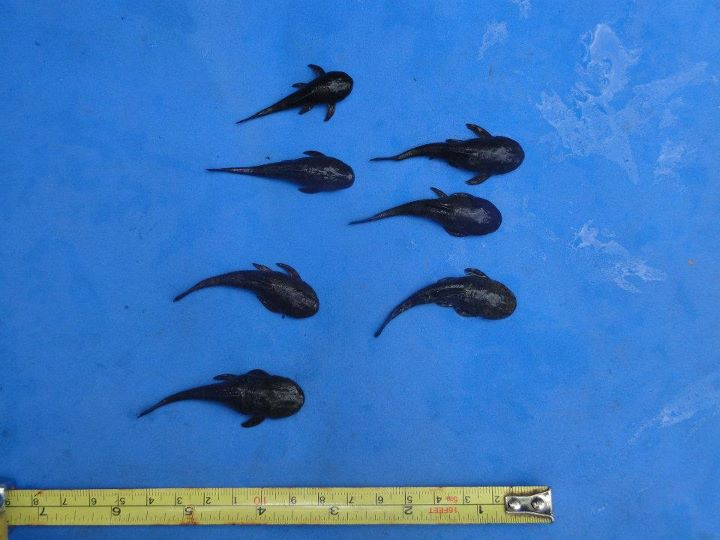
Alevinos no rio das Velhas

Na bacia do Alto Paraná verificou-se que atingiu a maturidade sexual quando alcança tamanho em torno de 24 cm (machos) e 23 cm (fêmeas), idade de 2,7 anos - ao passo que no São Francisco isso se dá quando atingem cerca de 41 cm. Com tamanho de 50,5 cm todos os indivíduos estão maduros sexualmente. Na bacia são-franciscana não se verificou migração nesta fase, havendo indícios de cuidado com a prole. A deposição se dá em meio às pedras.
Em estudos de reprodução induzida em cativeiro, o ovo apresentou como características ser "opaco, adesivo, esférico, demersal, de cor amarelada e aparentemente possui membrana dupla". "Os ovos de R. aspera provenientes da bacia do rio Paraná tinham diâmetro de 1,48 mm, diâmetro do saco vitelino de 1,25 mm e espaço perivitelino de 0,11 mm (medidas retiradas de material fixado em formalina)".
As larvas apresentavam uma estrutura tipo ventosa ao redor da boca que aderia a substratos ou à camada superficial de água. As larvas recém-eclodidas mediram 4,176 µm de comprimento e perderam o saco vitelino 84-96 horas após a eclosão, em estudo realizados no lago de Três Marias, ao passo que estudo em 1988 na bacia do rio Paraná, esse período foi de 48 horas. Na ocasião não foi observado movimento vertical das larvas na coluna d'água..